# Ардмор (Уотерфорд)

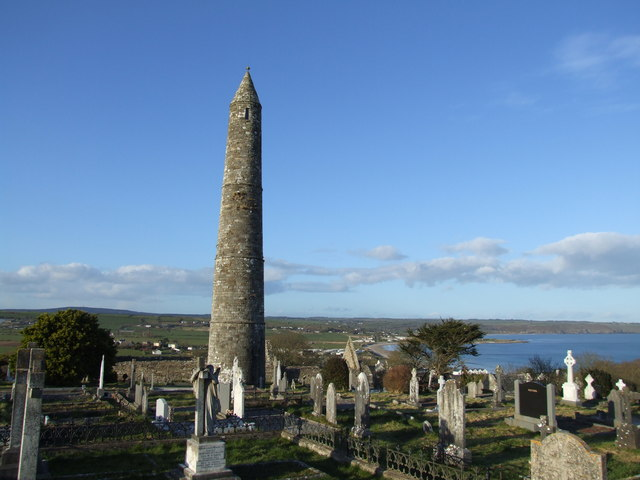

Ардмор (англ. Ardmore; ирл. Airde Mhór, «большая высота») — деревня в Ирландии, находится в графстве Уотерфорд (провинция Манстер). Некоторое время в этих местах жил и проповедовал святой Деклан.
Здесь жил и был похоронен после своей смерти в 1996 англо-ирландский романист Молли Кин; Фергал Кин, выдающийся писатель и журналист, провёл здесь многие выходные с семьёй и описывает местность как «рай на земле».
В 1992 году деревня выигрывала Irish Tidy Towns Competition.

## Демография
Население — 412 человек (по переписи 2006 года). В 2002 году население составляло 459 человек.
Данные переписи 2006 года:
| Общие демографические показатели |               |                               |                               |      |      |
| Всё население                    | Всё население | Изменения населения 2002—2006 | Изменения населения 2002—2006 | 2006 | 2006 |
| 2002                             | 2006          | чел.                          | %                             | муж. | жен. |
| 459                              | 412           | −47                           | −10,2                         | 206  | 206  |